# Neosilurus gloveri
Neosilurus gloveri är en fiskart som beskrevs av Allen och Feinberg, 1998. Neosilurus gloveri ingår i släktet Neosilurus och familjen Plotosidae. Inga underarter finns listade i Catalogue of Life.